# Olta Boka
Olta Boka (Tirana, 13 settembre 1991) è una cantante albanese.
Ha vinto il 46º Festivali i Këngës, rappresentando poi l'Albania all'Eurovision Song Contest 2008 con il brano Zemrën e lamë peng, classificandosi 17ª con 55 punti.

## Biografia
Nata a Tirana, ha iniziato a cantare all'età di nove anni in un coro diretto da Suzana Turku, partecipando poi a svariati talent show tra cui Gjeniu i vogël ed Ethet e së premtes mbrëma.
Nel 2007 ha preso parte al 46º Festivali i Këngës con il brano Zemrën e lamë peng, scritto da Pandi Laço e composto da Adrian Hila. Dopo aver vinto la manifestazione ha ottenuto il diritto di rappresentare l'Albania all'Eurovision Song Contest 2008 di Belgrado, dove, dopo essersi qualificata dalla seconda semifinale, si è classificata al 17º posto con 55 punti.
Ha partecipato successivamente a diversi festival musicali albanesi tra cui il Top Fest nel 2014, il Kënga Magjike nel 2009, 2010, 2011 e 2013, e nuovamente al Festivali i Këngës nel 2009, come ospite nella serata dei duetti con Denisa Macaj, e nel 2019.
Nel 2013 ha interpretato Esmeralda nel musical Notre-Dame de Paris.
L'anno successivo ha invece preso parte al talent Dance With Me, organizzato dall'emittente TV Klan, accompagnata dall'attore Devis Muka. La coppia ha collezionato in totale quattro premi.

## Discografia

### Singoli
- 2001 - Të dy prindërit i dua
- 2007 - Zemrën e lamë peng
- 2009 - S'duhet të dua
- 2010 - Mbete një brengë
- 2011 - Anna
- 2013 - E fundit tango
- 2014 - Ti më ke mua (feat. Erik Lloshi)
- 2014 - Parfumi i tij
- 2016 - Rri edhe pak
- 2017 - Atij/asaj (feat. Stiv Boka)
- 2019 - Shkrime në mur